# Parafia św. Ojca Pio w Tomaszowie Lubelskim
Parafia Świętego Ojca Pio w Tomaszowie Lubelskim – parafia należąca do dekanatu Tomaszów-Północ diecezji zamojsko-lubaczowskiej. 
Parafia została utworzona 28 czerwca 2011 przez bpa Wacława Depo z części parafii pod wezwaniem Najświętszego Serca Jezusa. Msze święte są odprawiane w kaplicy. Kościół jest w trakcie budowy.
Do parafii należą wierni Tomaszowa Lubelskiego oraz z miejscowości Rogóźno i Rogóźno-Kolonia.